# 小行星8496
小行星8496（英語：8496 Jandlsmith）是一颗围绕太阳公转的小行星。1990年8月16日，橡树岭天文台在哈佛大学天文台发现了此天体。
这颗小行星的绝对星等为55.65191等。